# Апрельская улица (Санкт-Петербург)
Апре́льская улица — улица Красногвардейского района Санкт-Петербурга, проходящая от Полюстровского проспекта до улицы Маршала Тухачевского. Между проспектом Металлистов и улицей Маршала Тухачевского Апрельская улица проходит по территории Полюстровского парка.

## История
Названа 4 декабря 1974 года в честь «Апрельских тезисов» В. И. Ленина.

## Пересечения
- Полюстровский проспект
- проспект Металлистов
- улица Маршала Тухачевского

## Транспорт
Ближайшая к Апрельской улице станция метро — «Площадь Ленина» 1-й (Кировско-Выборгской) линии.
По улице проходят троллейбусные маршруты:
- № 3 : улица Маршала Тухачевского —  Площадь Ленина,  Финляндский вокзал —  Владимирская,  Достоевская —  Звенигородская,  Пушкинская,  Витебский вокзал —   Технологический институт —  Балтийская,  Балтийский вокзал,  Балтийский вокзал.

Также по улице ходят автобусы:
- № 55: улица Маршала Тухачевского —   Площадь Александра Невского
- № 181: улица Маршала Тухачевского —  Площадь Восстания,  Московский вокзал,  Маяковская — Гостиный двор —  Сенная площадь,  Спасская,  Садовая — Площадь Репина
- № 183: улица Маршала Тухачевского —  Ручьи —  Новая Охта —  Гражданский проспект — проспект Культуры

По проспекту Металлистов, пересекающему Апрельскую улицу, ходят троллейбусы:
- № 16 :  Ручьи —  Пискарёвка —   Площадь Александра Невского — площадь Бехтерева
- № 43 :  Площадь Ленина,  Финляндский вокзал —  Проспект Большевиков —  Улица Дыбенко — к/ст «Река Оккервиль».

## Достопримечательности
- Сад «Нева» (в начале улицы)
- Полюстровский парк